# Barbara Chiappini
Barbara Chiappini (ur. 2 listopada 1974 w Piacenzy) – włoska modelka, aktorka teatralna i telewizyjna.
Maturalny egzamin dojrzałości złożyła w liceum Lorenzo Respighi di Piacenza, następnie podjęła czteroletnie studia na uczelni muzycznej w miejscowości Piacenza.
W 1993 roku reprezentowała Włochy w wyborach Miss World. W finale tego konkursu jako pierwsza Włoszka w historii zdobyła tytuł miss foto.
W 2003 roku brała udział w pierwszej edycji reality show L'isola dei famosi.

## Filmografia
- 1998: Paparazzi jako przyjaciółka Eli Weber
- 1999: T'amo e t'amerò
- 2002: Miss Italia jako Gianna Caffi
- 2003: Il Latitante
- 2005: Midsummer Dream jako Barbara Chiappini